# أميريكو تيسوريير
أميريكو ميغيل تيسوريير (18 مارس 1899 - 30 ديسمبر 1977) يُلقب أحيانًا بميريكو، هو حارس مرمى كرة قدم أرجنتيني قضى معظم حياته المهنية في نادي بوكا جونيورز، حيث أصبح نجمًا مبكرًا واستمر كأسطورة للنادي. يعتبر تيسوريير أيضًا أحد أفضل حراس المرمى الأرجنتينيين على الإطلاق.
يعتبر أميريكو ثالث حارس مرمى في تاريخ منتخب الأرجنتين بعد خوسيه بوروكا لافوريا وكارلوس ويلسون، حيث فاز بلقب كوبا أمريكا مرتين مع الفريق وحافظ على هدفه خاليًا من الهزائم في كلتا المسابقتين. على مستوى النادي، فاز تيسوريير في 13 لقبًا مع نادي بوكا جونيورز، كونه أحد أكثر اللاعبين فوزًا في تاريخ النادي خلف سيباستيان باتاغليا.